# ایرآسیا

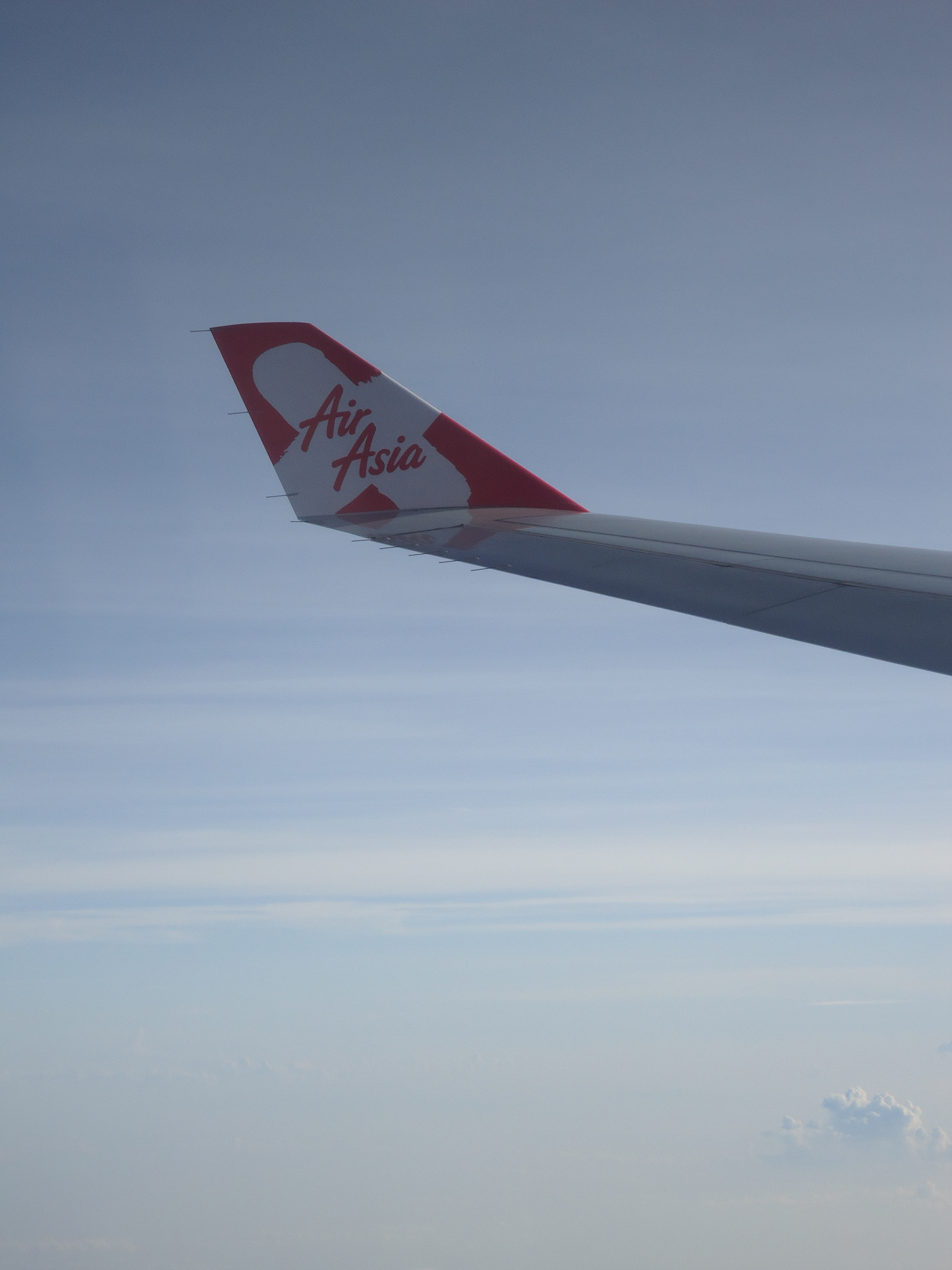
لوگوی ایرآسیا بر روی بال یکی از هواپیماهای این شرکت برفراز اقیانوس هند

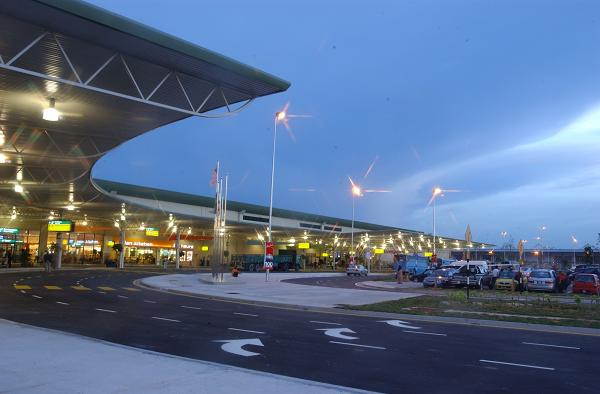
LCCT at Kuala Lumpur international airport, corporate head office of the airline

ایرآسیا (به انگلیسی: AirAsia) یک شرکت هواپیمایی ارزان‌قیمت مالزیایی است. این شرکت به اکثر کشورهای آسیای شرقی موسوم به آسه آن پرواز مستقیم دارد. همچنین این شرکت به ایران در خاورمیانه و بریتانیا پرواز مستقیم از کوالالامپور دارد.
در تاریخ ۲۳ ژوئن ۲۰۱۱ اعلام شد که ایرآسیا سفارش خرید ۲۰۰ فروند هواپیمای ایرباس A320neo را به کمپانی ایرباس داده‌است؛ بزرگ‌ترین سفارشی که تا آن روز یک شرکت هواپیمایی داده.

## پرواز شماره ۸۵۰۱
پرواز شماره ۸۵۰۱ ایرآسیا اندونزی (QZ8501/AWQ8501) پرواز مسافربری از شرکت ایرآسیا اندونزی است که در دریای جاوه ناپدیدشده‌است.
این هواپیما از نوع ایرباس ای۳۲۰-۲۰۰ است که ۲۸ دسامبر ۲۰۱۴ ساعت ۵ و۲۰ دقیقه به وقت محلی، پرواز خود را از شهر سورابایا در جزیره جاوه در شرق اندونزی، به سوی سنگاپور آغاز کرد بود و قرار بود ساعت ۸ و ۳۰ دقیقه به سنگاپور برسد.
این پرواز ۱۵۵ مسافر و ۷ خدمه داشته‌است که تماسش با فرودگاه جاکارتا ساعت ۷ و ۵۵ دقیقه قطع شده‌است. در زمان ناپدید شدن هواپیما، هوای منطقه ابری بوده‌است. روز ۲۹ دسامبر مقام‌های اندونزی گفتند برای اولین بار از آغاز جستجو هواپیمای استرالیایی موفق شده قطعاتی را در آب‌های جاوا مشاهده کند که ممکن است متعلق به هواپیمای مفقودشده ایرآسیا باشد.